# 이시커 바허

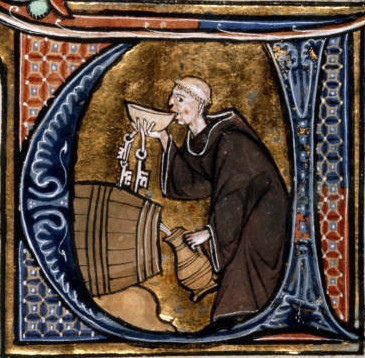

이시커 바허(아일랜드어: Uisce beatha [ˈɪʃcə ˈbʲahə], 스코틀랜드 게일어: uisge beatha)는 게일어로 “생명의 물”이라는 뜻으로, 위스키를 가리키는 말이다. 오늘날의 "위스키"라는 말은 이 이시커 바허라는 말이  uskebeaghe (1581), usquebaugh (1610), usquebath (1621), usquebae (1715)를 거쳐 "whiskey"(아일랜드, 미국), "whisky"(스코틀랜드, 영국)로 영어화된 것이다.
오늘날 아일랜드에서는 "위스키"라는 말이 역으로 게일어로 전해져 변형된 "피스커"(fuisce)라고도 하고, 옛날대로 "이시커 바허"라고도 한다. "이시커 바허"라는 말은 중세 초기에 아일랜드 수도승들이 증류주를 가리킨 말로 처음 사용되었으며, 그 어원은 단순히 라틴어 아쿠아 비타를 직역한 것이었다.